# Morti il 1º luglio

## III secolo(2)
- 251 - Decio, imperatore romano (n. 201)
- 251 - Erennio Etrusco, imperatore romano

## VI secolo(1)
- 533 - Teodorico di Mont-d'Or, santo e abate franco (n. 512)

## VII secolo(1)
- 681 - Munmu di Silla, sovrano coreano (n. 628)

## IX secolo(1)
- 876 - Gisella, nobile tedesca

## X secolo(1)
- 956 - Fulberto di Cambrai, vescovo cattolico franco

## XI secolo(1)
- 1016 - Sulayman ibn al-Hakam, "al-Musta'in", califfo (n. 963)

## XII secolo(5)
- 1109 - Alfonso VI di León, sovrano
- 1175 - Rinaldo di Dunstanville, 1º Conte di Cornovaglia, conte
- 1187 - Nicasio Camuto de Burgio, cavaliere medievale italiano
- 1191 - Filippo I di Fiandra, conte
- 1197 - Gertrude di Baviera e Sassonia, nobile tedesca

## XIII secolo(3)
- 1242 - Chagatai, generale mongolo (n. 1183)
- 1249 - Ferdinando d'Aragona, principe (n. 1190)
- 1277 - Baybars, sultano egiziano

## XIV secolo(2)
- 1321 - Maria di Molina, regina (n. 1264)
- 1378 - Giovanni d'Arkel, vescovo cattolico, scrittore e nobile olandese (n. 1314)

## XV secolo(4)
- 1408 - Jean Gilles, cardinale francese
- 1425 - Giorgio di Sagla, presbitero e scrittore etiope
- 1482 - Alfonso Carrillo de Acuña, arcivescovo cattolico e politico spagnolo (n. 1413)
- 1494 - Giovanni III Crispo, duca

## XVI secolo(9)
- 1502 - Francisco de Bobadilla, militare spagnolo (n. 1448)
- 1515 - Giovanni Giocondo, umanista e architetto italiano
- 1518 - Bartolino da Terni, condottiero italiano (n. 1431)
- 1540 - Ludovico Gonzaga, condottiero italiano (n. 1480)
- 1553 - Giulio Boiardo, nobile
- 1575 - Chiappino Vitelli, condottiero e diplomatico italiano (n. 1520)
- 1583 - Sakuma Morimasa, militare giapponese (n. 1554)
- 1589 - Christophe Plantin, tipografo fiammingo (n. 1520)
- 1592 - Marc'Antonio Ingegneri, compositore italiano (n. 1536)

## XVII secolo(11)
- 1614 - Isaac Casaubon, filologo classico francese (n. 1559)
- 1614 - Massimiliano d'Austria, arcivescovo cattolico spagnolo (n. 1555)
- 1627 - Nathaniel Bacon, pittore inglese (n. 1585)
- 1631 - Nicholas Tufton, I conte di Thanet, nobile e politico inglese (n. 1577)
- 1637 - Christoph von Dohna, politico tedesco (n. 1583)
- 1640 - Ivan Nikitič Romanov, nobile russo (n. 1560)
- 1666 - Jan Beerstraaten, pittore olandese (n. 1622)
- 1681 - Oliver Plunkett, arcivescovo cattolico irlandese (n. 1625)
- 1684 - Ercole Zani, viaggiatore e scrittore italiano (n. 1634)
- 1690 - Filippo di Sassonia-Merseburg-Lauchstädt, duca (n. 1657)
- 1694 - Manuel de la Torre y Gutiérrez, arcivescovo cattolico spagnolo (n. 1635)

## XVIII secolo(20)
- 1709 - Artus Timoleone Luigi di Cossé-Brissac, militare francese (n. 1668)
- 1717 - Anna Sofia di Danimarca, principessa (n. 1647)
- 1724 - Johann Baptist Homann, cartografo, editore e incisore tedesco (n. 1664)
- 1726 - Carlotta di Hanau-Lichtenberg, nobile tedesca (n. 1700)
- 1736 - Ahmed III, sultano ottomano (n. 1673)
- 1742 - Jacopo Guglielmi, compositore italiano (n. 1681)
- 1742 - Bohuslav Matěj Černohorský, francescano e compositore ceco (n. 1684)
- 1754 - Charles-François Toustain, storico, diplomatista e religioso francese (n. 1700)
- 1762 - Jean-Chrétien Fischer, militare tedesco (n. 1713)
- 1766 - Chevalier de La Barre, francese (n. 1746)
- 1767 - Giuseppe Gallarati, vescovo cattolico italiano (n. 1698)
- 1774 - Henry Fox, I barone Holland, politico inglese (n. 1705)
- 1778 - Carlo Gagliardi, vescovo cattolico italiano (n. 1710)
- 1780 - Caterina Bresciani, attrice teatrale italiana (n. 1722)
- 1782 - Charles Watson-Wentworth, II marchese di Rockingham, politico britannico (n. 1730)
- 1784 - Wilhelm Friedemann Bach, compositore e organista tedesco (n. 1710)
- 1787 - Gaetano Marzagaglia, matematico e presbitero italiano (n. 1716)
- 1787 - Carlo di Rohan-Soubise, generale francese (n. 1715)
- 1792 - Vittoria d'Assia-Rotenburg, principessa tedesca (n. 1728)
- 1793 - Giambattista Guatteri, botanico italiano (n. 1739)

## XIX secolo(62)
- 1802 - Carlo Livizzani Forni, cardinale italiano (n. 1722)
- 1810 - Paolina d'Arenberg, nobile belga (n. 1774)
- 1821 - Jules César Denis van Loo, pittore francese (n. 1743)
- 1824 - Lachlan Macquarie, generale scozzese (n. 1762)
- 1826 - Jean-Baptiste Stouf, scultore francese (n. 1742)
- 1827 - Carlo Bosellini, economista e giurista italiano (n. 1764)
- 1831 - Archibald Cochrane, IX conte di Dundonald, nobile e inventore scozzese (n. 1748)
- 1836 - Félix de Beaujour, politico e storico francese (n. 1765)
- 1839 - Mahmud II, sultano ottomano (n. 1785)
- 1841 - Robert Raymond Reid, politico statunitense (n. 1789)
- 1843 - Domingo Caycedo, politico colombiano (n. 1783)
- 1845 - Charles Ellis, I barone Seaford, politico inglese (n. 1771)
- 1846 - Antonio Albrizzi, giurista e avvocato svizzero (n. 1773)
- 1846 - Silvestre Pinheiro Ferreira, filosofo e politico portoghese (n. 1769)
- 1847 - Georg Friedrich Kersting, pittore tedesco (n. 1785)
- 1847 - Otto August Rühle von Lilienstern, generale prussiano (n. 1780)
- 1848 - Cataldo Jannelli, presbitero, filosofo e archeologo italiano (n. 1781)
- 1853 - Branko Radičević, scrittore serbo (n. 1824)
- 1855 - Antonio Rosmini, filosofo, teologo e presbitero italiano (n. 1797)
- 1856 - Thomasine Gyllembourg, scrittrice danese (n. 1773)
- 1857 - George Spencer-Churchill, VI duca di Marlborough, nobile e politico britannico (n. 1793)
- 1860 - Charles Goodyear, inventore statunitense (n. 1800)
- 1863 - John Fulton Reynolds, generale statunitense (n. 1820)
- 1864 - Lodovico Daziani, politico italiano (n. 1809)
- 1865 - Ignazio Falzon, francescano maltese (n. 1813)
- 1870 - Federico di Sassonia-Altenburg, principe (n. 1801)
- 1870 - Philip Taylor, ingegnere e imprenditore britannico (n. 1786)
- 1871 - Charles Félix Marie Texier, archeologo e architetto francese (n. 1802)
- 1872 - Alessandro Puttinati, scultore italiano (n. 1801)
- 1872 - Ferdinando Rosellini, politico, matematico e botanico italiano (n. 1814)
- 1876 - Michail Bakunin, anarchico, filosofo e rivoluzionario russo (n. 1814)
- 1876 - Wilhelm Ramming von Riedkirchen, militare austriaco (n. 1815)
- 1878 - Pietro Francesco Casaretto, abate italiano (n. 1810)
- 1878 - Gennaro Di Giacomo, vescovo cattolico e politico italiano (n. 1796)
- 1879 - Carlo Annoni, religioso, storico e archeologo italiano (n. 1795)
- 1881 - Hermann Lotze, filosofo e logico tedesco (n. 1817)
- 1881 - Henri Sainte-Claire Deville, chimico francese (n. 1818)
- 1881 - Carlo Savio, vescovo cattolico italiano (n. 1811)
- 1883 - Giovanni Battista Oytana, politico italiano (n. 1809)
- 1884 - Allan Pinkerton, poliziotto, investigatore e agente segreto britannico (n. 1819)
- 1884 - Ėduard Ivanovič Totleben, generale russo (n. 1818)
- 1885 - Hermann von Fehling, chimico tedesco (n. 1812)
- 1886 - Otto von Abich, geologo tedesco (n. 1806)
- 1889 - Elvira Madigan, circense danese (n. 1867)
- 1889 - José Joaquín Pérez, diplomatico e politico cileno (n. 1801)
- 1890 - Adolf Ebert, filologo e storico della letteratura tedesco (n. 1820)
- 1891 - Vladimir Andreevič Dolgorukov, generale russo (n. 1810)
- 1891 - Mihail Kogălniceanu, avvocato, storico e politico romeno (n. 1817)
- 1892 - Luigi Bonelli, politico, magistrato e avvocato italiano (n. 1811)
- 1893 - Nicola Bruni Grimaldi, politico italiano (n. 1819)
- 1893 - Vincenzo Stocco, politico italiano (n. 1822)
- 1894 - Giuseppe Bandi, patriota, scrittore e giornalista italiano (n. 1834)
- 1894 - Jean-Joseph Carriès, scultore francese (n. 1855)
- 1894 - Julius van Zuylen van Nijevelt, politico e diplomatico olandese (n. 1819)
- 1895 - Enrico Guicciardi, politico italiano (n. 1812)
- 1895 - Petko Slavejkov, poeta, pubblicista e attivista bulgaro (n. 1827)
- 1895 - Theodor von Hörmann, pittore, militare e docente austriaco (n. 1840)
- 1896 - Leandro N. Alem, avvocato, politico e rivoluzionario argentino (n. 1842)
- 1896 - Harriet Beecher Stowe, scrittrice e attivista statunitense (n. 1811)
- 1898 - Siegfried Marcus, ingegnere e inventore tedesco (n. 1831)
- 1899 - Francesco Vespignani, architetto italiano (n. 1842)
- 1900 - Vincenzo Joppi, medico e bibliotecario italiano (n. 1824)

## XX secolo(225)
- 1901 - John Mahlon Marlin, inventore statunitense (n. 1836)
- 1903 - Charles Colville, I visconte Colville di Culross, politico scozzese (n. 1818)
- 1904 - George Frederic Watts, pittore e scultore inglese (n. 1817)
- 1905 - John Hay, politico, diplomatico e giornalista statunitense (n. 1838)
- 1906 - Manuel García, baritono spagnolo (n. 1805)
- 1907 - Jenő Doby, pittore, incisore e grafico ungherese (n. 1834)
- 1907 - Costantino Nigra, nobile, filologo e poeta italiano (n. 1828)
- 1909 - Arthur Alfred Brown, calciatore inglese (n. 1859)
- 1909 - Christian Reithmann, orologiaio, ingegnere e inventore tedesco (n. 1818)
- 1910 - Marius Petipa, ballerino e coreografo francese (n. 1818)
- 1912 - Harriet Quimby, aviatrice, giornalista e sceneggiatrice statunitense (n. 1875)
- 1914 - Alberto Pollio, generale italiano (n. 1852)
- 1915 - Konstantin Bagration-Mukhrani, principe georgiano (n. 1889)
- 1915 - Angelo Vivante, giornalista italiano (n. 1869)
- 1916 - Pëtr Leont'evič Antonov, rivoluzionario russo (n. 1859)
- 1916 - Benigno Dalmazzo, calciatore italiano (n. 1895)
- 1916 - Evelyn Lintott, calciatore inglese (n. 1883)
- 1916 - Robert Somers-Smith, canottiere britannico (n. 1887)
- 1917 - Achille Tominetti, pittore italiano (n. 1848)
- 1920 - William Dutcher, ornitologo statunitense (n. 1846)
- 1920 - Delfim Moreira, avvocato e politico brasiliano (n. 1868)
- 1921 - Maurice Camille Bailloud, generale francese (n. 1847)
- 1921 - Teresina Brambilla, soprano italiano (n. 1845)
- 1925 - Carlo Cattapani, giornalista, militare e artista italiano (n. 1868)
- 1925 - Erik Satie, compositore e pianista francese (n. 1866)
- 1926 - Roberto Lubelli, ammiraglio italiano (n. 1870)
- 1926 - Carlo Luigi Spegazzini, botanico e micologo italiano (n. 1858)
- 1927 - Shote Galica, condottiera, patriota e rivoluzionaria albanese (n. 1895)
- 1927 - Pedro Nel Ospina, politico colombiano (n. 1858)
- 1928 - Charles Beachcroft, crickettista britannico (n. 1870)
- 1928 - Avery Hopwood, commediografo statunitense (n. 1882)
- 1928 - Frankie Yale, mafioso italiano (n. 1893)
- 1929 - Ernesto Drago, fisico italiano (n. 1876)
- 1929 - Francisco de Assis Rosa e Silva, politico brasiliano (n. 1850)
- 1930 - Maximilian Njegovan, ammiraglio austro-ungarico (n. 1858)
- 1932 - Francesco Saverio Giardina, geografo e politico italiano (n. 1860)
- 1933 - Albert Russel Erskine, imprenditore statunitense (n. 1871)
- 1933 - P. H. McCarthy, politico irlandese (n. 1863)
- 1934 - Ferdinand von Bredow, generale tedesco (n. 1884)
- 1934 - Edgar Julius Jung, avvocato e scrittore tedesco (n. 1894)
- 1934 - Ernst Röhm, generale e politico tedesco (n. 1887)
- 1934 - Paul Röhrbein, militare tedesco (n. 1890)
- 1936 - Anatolij Aleksandrovič Kurakin, politico russo (n. 1845)
- 1937 - Michail Ivanovič Brusnev, ingegnere e esploratore russo (n. 1864)
- 1937 - Anatolij Gekker, generale sovietico (n. 1888)
- 1938 - Carrie Daumery, attrice belga (n. 1863)
- 1940 - Alexander Toluboff, scenografo russo (n. 1882)
- 1940 - Ben Turpin, attore e comico statunitense (n. 1869)
- 1941 - Maria Rita Brondi, chitarrista, liutista e cantante italiana (n. 1889)
- 1941 - Otto Fischer, calciatore e allenatore di calcio austriaco (n. 1901)
- 1941 - Michail Kaganovič, politico e rivoluzionario sovietico (n. 1888)
- 1941 - Hugh Walpole, scrittore britannico (n. 1884)
- 1942 - Bolesław Wieniawa-Długoszowski, generale, diplomatico e poeta polacco (n. 1881)
- 1943 - Willem Arondéus, scrittore, pittore e partigiano olandese (n. 1894)
- 1943 - Pietro Gentilini, imprenditore italiano (n. 1856)
- 1944 - Giuseppe Gherardelli, matematico italiano (n. 1894)
- 1944 - Carl Mayer, sceneggiatore austriaco (n. 1894)
- 1944 - Tanja Savičeva, scrittrice sovietica (n. 1930)
- 1944 - Giulio Torresi, aviatore italiano (n. 1915)
- 1944 - Gisberto Vecchi, partigiano italiano (n. 1911)
- 1945 - Adalbert Zuckschwerdt, militare tedesco (n. 1874)
- 1945 - Willibald Borowietz, generale tedesco (n. 1893)
- 1946 - Augustyn Józef Czartoryski, principe polacco (n. 1907)
- 1946 - Frederick Koolhoven, ingegnere olandese (n. 1886)
- 1946 - Arturo Reghini, filosofo e esoterista italiano (n. 1878)
- 1947 - Alfred Walter Stewart, chimico e scrittore britannico (n. 1880)
- 1948 - Spirito Maria Chiappetta, ingegnere, architetto e presbitero italiano (n. 1868)
- 1948 - Leon Hazelton, golfista statunitense (n. 1876)
- 1948 - Assunta Marchetti, religiosa italiana (n. 1871)
- 1948 - Omobono Tenni, pilota motociclistico italiano (n. 1905)
- 1948 - Achille Varzi, pilota motociclistico e pilota automobilistico italiano (n. 1904)
- 1948 - Mario Vodret, architetto italiano (n. 1893)
- 1950 - Émile Jaques-Dalcroze, pedagogo e compositore svizzero (n. 1865)
- 1950 - Mario Pelosini, letterato e docente italiano (n. 1889)
- 1950 - Eliel Saarinen, architetto finlandese (n. 1873)
- 1950 - Oscar Schiele, nuotatore tedesco (n. 1889)
- 1951 - Maurizio Ramassotto, aviatore e pilota automobilistico italiano (n. 1884)
- 1952 - Pietro Silvio Rivetta, giornalista, scrittore e illustratore italiano (n. 1886)
- 1952 - Fráňa Šrámek, scrittore e poeta ceco (n. 1877)
- 1953 - Albert Heikenwälder, calciatore austriaco (n. 1898)
- 1954 - Andrea Ferrara, magistrato e giurista italiano (n. 1882)
- 1954 - Thea von Harbou, attrice e sceneggiatrice tedesca (n. 1888)
- 1954 - Tefik Mborja, politico albanese (n. 1888)
- 1954 - Paride Pascucci, pittore italiano (n. 1866)
- 1955 - Wilson Benge, attore inglese (n. 1875)
- 1955 - Bill Horr, discobolo, martellista e pesista statunitense (n. 1880)
- 1955 - Simon Sollier, calciatore francese (n. 1890)
- 1957 - August Euler, aviatore tedesco (n. 1868)
- 1957 - Pietro Lissia, magistrato e politico italiano (n. 1877)
- 1957 - Walter Gordon Wilson, ingegnere irlandese (n. 1874)
- 1958 - Pio Bondioli, giornalista e storico italiano (n. 1890)
- 1958 - Modesto Eugenio Carolfi, francescano e esperantista italiano (n. 1884)
- 1958 - Rudolf Laban, danzatore e coreografo ungherese (n. 1879)
- 1958 - Scott Leary, nuotatore statunitense (n. 1881)
- 1958 - Albert Tullgren, zoologo e aracnologo svedese (n. 1874)
- 1959 - Albert Bechestobill, lottatore statunitense (n. 1879)
- 1959 - Max O. Lorenz, economista statunitense (n. 1876)
- 1961 - Cesare Andreoni, artista italiano (n. 1903)
- 1961 - Louis-Ferdinand Céline, scrittore, medico e militare francese (n. 1894)
- 1961 - Jānis Endzelīns, linguista lettone (n. 1873)
- 1963 - Camille Chautemps, politico francese (n. 1885)
- 1963 - Abdullah bin Khalifa di Zanzibar, sultano tanzaniano (n. 1910)
- 1963 - Alfredo Ortelli, pittore e illustratore italiano (n. 1889)
- 1964 - Pierre Monteux, direttore d'orchestra francese (n. 1875)
- 1964 - Vasilij Morozov, generale sovietico (n. 1897)
- 1964 - Antonio Rubino, disegnatore italiano (n. 1880)
- 1965 - Pietro Bianchi, ginnasta italiano (n. 1888)
- 1965 - Enzo Bifoli, architetto, pittore e scultore italiano (n. 1882)
- 1965 - Herb Drury, hockeista su ghiaccio canadese (n. 1896)
- 1965 - Enrico Gonzales, politico, avvocato e antifascista italiano (n. 1882)
- 1965 - Claude Thornhill, pianista, arrangiatore e direttore d'orchestra statunitense (n. 1909)
- 1966 - Pauline Boty, pittrice e attrice britannica (n. 1938)
- 1966 - Charles Fowkes, generale britannico (n. 1894)
- 1966 - William Verner, mezzofondista e siepista statunitense (n. 1883)
- 1967 - Enrico Emanuelli, scrittore e giornalista italiano (n. 1909)
- 1967 - Leone Gessi, pubblicista e critico letterario italiano (n. 1889)
- 1967 - Leonard Piontek, calciatore polacco (n. 1913)
- 1967 - Gerhard Ritter, storico tedesco (n. 1888)
- 1967 - Mabel Taylor, arciera statunitense (n. 1879)
- 1968 - Fritz Bauer, giurista tedesco (n. 1903)
- 1968 - Billy Blyth, calciatore scozzese (n. 1895)
- 1968 - Edwin Boring, psicologo statunitense (n. 1886)
- 1968 - Otto Reinwald, attore tedesco (n. 1899)
- 1968 - Rudolf Toussaint, generale tedesco (n. 1891)
- 1968 - Virginia Weidler, attrice statunitense (n. 1927)
- 1969 - Donald Crowhurst, imprenditore e navigatore inglese (n. 1932)
- 1970 - Rino Alessi, giornalista, scrittore e saggista italiano (n. 1885)
- 1970 - Franz Islacker, calciatore tedesco (n. 1926)
- 1970 - Alceo Negri, politico italiano (n. 1909)
- 1971 - William Lawrence Bragg, fisico e cristallografo britannico (n. 1890)
- 1971 - Vittoria Cocito, pittrice e illustratrice italiana (n. 1891)
- 1971 - Tenen Holtz, attore russo (n. 1887)
- 1971 - Gustaf Johansson, hockeista su ghiaccio svedese (n. 1900)
- 1971 - Arnaldo Ranaldi, politico italiano (n. 1890)
- 1972 - Herman Lipót, pittore ungherese (n. 1884)
- 1973 - Pietro Boscaini, nuotatore italiano (n. 1947)
- 1973 - Mario Labroca, compositore e musicologo italiano (n. 1896)
- 1973 - Riccardo Ricciardi, editore italiano (n. 1879)
- 1974 - Juan Domingo Perón, generale e politico argentino (n. 1895)
- 1974 - Albert F. Shields, ingegnere statunitense (n. 1908)
- 1974 - Kick Smit, calciatore olandese (n. 1911)
- 1975 - Ilio Bocci, politico e partigiano italiano (n. 1904)
- 1976 - Allan Birnbaum, statistico statunitense (n. 1923)
- 1976 - Johnny Bryan, giocatore di football americano statunitense (n. 1897)
- 1976 - Anneliese Michel, scrittrice tedesca (n. 1952)
- 1976 - Zhang Wentian, politico cinese (n. 1900)
- 1977 - Gaetano Catalano Gonzaga, ammiraglio italiano (n. 1893)
- 1977 - Mario De Berardinis, pittore italiano (n. 1931)
- 1977 - Antonio Lo Muscio, terrorista italiano (n. 1950)
- 1978 - Claude Eatherly, aviatore statunitense (n. 1918)
- 1978 - René Malaise, entomologo, esploratore e collezionista d'arte svedese (n. 1892)
- 1978 - Abdylas Maldybaev, compositore sovietico (n. 1906)
- 1978 - Kurt Student, generale tedesco (n. 1890)
- 1979 - Eduard Bargheer, pittore e incisore tedesco (n. 1901)
- 1979 - Vsevolod Bobrov, allenatore di calcio, calciatore e hockeista su ghiaccio sovietico (n. 1922)
- 1979 - Vico Consorti, scultore italiano (n. 1902)
- 1979 - Albano Nucciotti, fantino italiano (n. 1915)
- 1980 - Mario De Luca, economista italiano (n. 1908)
- 1980 - Charles Percy Snow, scrittore e fisico inglese (n. 1905)
- 1980 - Tadao Takayama, calciatore giapponese (n. 1904)
- 1981 - Luis Obdulio Arroyo Navarro, religioso guatemalteco (n. 1950)
- 1981 - Jean Van den Bosch, ciclista su strada e pistard belga (n. 1898)
- 1981 - Marcel Breuer, architetto e designer ungherese (n. 1902)
- 1981 - Zdeněk Burian, pittore e illustratore ceco (n. 1905)
- 1981 - Tullio Maruzzo, presbitero italiano (n. 1929)
- 1981 - George Voskovec, attore cecoslovacco (n. 1905)
- 1983 - Richard Buckminster Fuller, inventore, architetto e designer statunitense (n. 1895)
- 1983 - Erich Juskowiak, calciatore tedesco (n. 1926)
- 1983 - István Molnár, pallanuotista ungherese (n. 1913)
- 1983 - Pierre Pascal, storico, slavista e traduttore francese (n. 1890)
- 1983 - Rudolf Rupec, calciatore austriaco (n. 1895)
- 1984 - Grigorij Lazarevič Aronov, regista sovietico (n. 1923)
- 1984 - Víctor Avendaño, pugile argentino (n. 1907)
- 1984 - Moshé Feldenkrais, fisico, ingegnere e judoka sovietico (n. 1904)
- 1984 - Adrien Rougier, compositore, direttore d'orchestra e organaro francese (n. 1892)
- 1985 - Pauli Murray, attivista e avvocata statunitense (n. 1910)
- 1986 - Jean Baratte, calciatore e allenatore di calcio francese (n. 1923)
- 1986 - Ernesto Deira, artista argentino (n. 1928)
- 1986 - Per Figved, calciatore norvegese (n. 1920)
- 1986 - E.E.Y. Hales, storico inglese (n. 1908)
- 1986 - Mario Nardone, poliziotto e dirigente pubblico italiano (n. 1915)
- 1987 - Snakefinger, musicista e compositore inglese (n. 1949)
- 1988 - Jan de Boer, calciatore olandese (n. 1898)
- 1988 - Costante Degan, politico e ingegnere italiano (n. 1930)
- 1988 - Francesco Fasola, arcivescovo cattolico italiano (n. 1898)
- 1988 - Guido Fibbia, militare e aviatore italiano (n. 1917)
- 1988 - Hermann Volk, cardinale e vescovo cattolico tedesco (n. 1903)
- 1988 - Hellmuth Christian Wolff, compositore e musicologo tedesco (n. 1906)
- 1989 - Matthias Billen, calciatore tedesco (n. 1910)
- 1989 - William Ching, attore statunitense (n. 1913)
- 1989 - António Morais, allenatore di calcio e calciatore portoghese (n. 1934)
- 1989 - Stephen Naidoo, arcivescovo cattolico sudafricano (n. 1937)
- 1990 - Ivan Aleksandrovič Serov, generale, politico e agente segreto sovietico (n. 1905)
- 1991 - Alfred Eisenbeisser, calciatore e pattinatore artistico su ghiaccio rumeno (n. 1908)
- 1991 - Joachim Kroll, serial killer tedesco (n. 1933)
- 1991 - Michael Landon, attore, regista e produttore televisivo statunitense (n. 1936)
- 1992 - Franco Cristaldi, sceneggiatore e produttore cinematografico italiano (n. 1924)
- 1992 - Uncle Elmer, wrestler statunitense (n. 1937)
- 1993 - Illy Reale, autore televisivo italiano (n. 1947)
- 1993 - Ligio Zanini, poeta e scrittore italiano (n. 1927)
- 1995 - Paul Nguyễn Văn Bình, arcivescovo cattolico vietnamita (n. 1910)
- 1996 - Giovanna Bosi Maramotti, politica italiana (n. 1924)
- 1996 - Margaux Hemingway, attrice e supermodella statunitense (n. 1954)
- 1996 - Steve Tesich, sceneggiatore, drammaturgo e scrittore jugoslavo (n. 1942)
- 1997 - Annie Fratellini, circense, attrice e musicista francese (n. 1932)
- 1997 - Joshua Hassan, politico britannico (n. 1915)
- 1997 - Robert Mitchum, attore statunitense (n. 1917)
- 1998 - Jane Bell, velocista, ostacolista e giavellottista canadese (n. 1910)
- 1998 - Claire Kelly, attrice e modella statunitense (n. 1934)
- 1998 - Stig Järrel, attore e regista svedese (n. 1910)
- 1998 - Martin Seymour-Smith, poeta, critico letterario e scrittore britannico (n. 1928)
- 1999 - Dennis Brown, cantante giamaicano (n. 1957)
- 1999 - Edward Dmytryk, regista, montatore e produttore cinematografico statunitense (n. 1908)
- 1999 - Forrest Mars senior, imprenditore statunitense (n. 1904)
- 1999 - Guy Mitchell, cantante, showman e attore statunitense (n. 1927)
- 1999 - Ernst Nievergelt, ciclista su strada svizzero (n. 1910)
- 1999 - Joshua Nkomo, politico zimbabwese (n. 1917)
- 1999 - Sylvia Sidney, attrice statunitense (n. 1910)
- 1999 - Roman Tmetuchl, imprenditore e politico palauano (n. 1926)
- 1999 - William Stephen Whitelaw, politico britannico (n. 1918)
- 1999 - Viktor Michajlovič Čebrikov, politico e generale sovietico (n. 1923)
- 2000 - Raymond Robert Forster, aracnologo e entomologo neozelandese (n. 1922)
- 2000 - Begum Om Habibeh Aga Khan, modella francese (n. 1906)
- 2000 - Walter Matthau, attore statunitense (n. 1920)
- 2000 - Francesco Petagna, allenatore di calcio e calciatore italiano (n. 1923)

## XXI secolo(145)
- 2001 - Nikolaj Gennadievič Basov, fisico sovietico (n. 1922)
- 2001 - Nino Di Salvatore, artista italiano (n. 1924)
- 2001 - Pietro Sassu, etnomusicologo e compositore italiano (n. 1939)
- 2001 - Hélène de Beauvoir, pittrice francese (n. 1910)
- 2002 - John Barr, cestista statunitense (n. 1918)
- 2002 - Maritta Wolff, scrittrice statunitense (n. 1918)
- 2003 - Berta Ambrož, cantante slovena (n. 1944)
- 2003 - Michele Campione, giornalista, scrittore e critico d'arte italiano (n. 1928)
- 2003 - Khieu Ponnary, rivoluzionaria cambogiana (n. 1920)
- 2003 - Herbie Mann, flautista statunitense (n. 1930)
- 2003 - Fernando Masone, militare, poliziotto e prefetto italiano (n. 1936)
- 2003 - Chicho Sánchez Ferlosio, cantautore spagnolo (n. 1940)
- 2004 - Peter Barnes, drammaturgo e sceneggiatore britannico (n. 1931)
- 2004 - Paolo Biagetti, scenografo italiano (n. 1946)
- 2004 - Marlon Brando, attore e attivista statunitense (n. 1924)
- 2004 - Ferruccio Centonze, scrittore, giornalista e drammaturgo italiano (n. 1917)
- 2004 - Rolando Etchepare, cestista cileno (n. 1929)
- 2004 - Lino Miccichè, critico cinematografico e storico del cinema italiano (n. 1934)
- 2004 - Zdeněk Otáhal, sollevatore cecoslovacco (n. 1936)
- 2004 - Giuseppe Palombo, militare italiano (n. 1966)
- 2004 - Jacques Ruffié, ematologo, genetista e antropologo francese (n. 1921)
- 2005 - Giuliana Gadola, partigiana, scrittrice e poetessa italiana (n. 1915)
- 2005 - Ivan Kolev, calciatore e allenatore di calcio bulgaro (n. 1930)
- 2005 - Luther Vandross, cantautore statunitense (n. 1951)
- 2005 - Fernando de Diego, traduttore e esperantista spagnolo (n. 1919)
- 2006 - Wladimiro Dorigo, storico e politico italiano (n. 1927)
- 2006 - Ryūtarō Hashimoto, politico giapponese (n. 1937)
- 2006 - Louis Jacobs, teologo e rabbino britannico (n. 1920)
- 2006 - Antonio Orlini, politico italiano (n. 1924)
- 2006 - Ismail Shammout, pittore e storico dell'arte palestinese (n. 1930)
- 2007 - Joseph Mertens, archeologo belga (n. 1921)
- 2008 - Bruno Alfieri, critico d'arte e editore italiano (n. 1927)
- 2008 - Raimondo Cardelli, pittore italiano (n. 1938)
- 2008 - Mel Galley, chitarrista britannico (n. 1948)
- 2008 - Mogens Glistrup, politico danese (n. 1926)
- 2008 - Jan van Kilsdonk, teologo e presbitero olandese (n. 1917)
- 2008 - Jean-Pierre Muller, schermidore francese (n. 1924)
- 2008 - Emanuele Verona, pianista italiano (n. 1940)
- 2009 - Alexis Argüello, pugile e politico nicaraguense (n. 1952)
- 2009 - Eva Buiatti, medico e epidemiologa italiana (n. 1944)
- 2009 - Joe Colone, cestista statunitense (n. 1924)
- 2009 - Karl Malden, attore statunitense (n. 1912)
- 2009 - David Pears, filosofo inglese (n. 1921)
- 2009 - Mollie Sugden, attrice britannica (n. 1922)
- 2009 - Ljudmila Georgievna Zykina, cantante russa (n. 1929)
- 2010 - Don Coryell, allenatore di football americano statunitense (n. 1924)
- 2010 - Marco Crestani, compositore e direttore di coro italiano (n. 1926)
- 2010 - Geoffrey Hutchings, attore inglese (n. 1939)
- 2010 - Gabriele Mandel, islamista e psicoanalista italiano (n. 1924)
- 2010 - Enrique Sánchez-Monge y Parellada, agronomo spagnolo (n. 1921)
- 2010 - Tony Corinda, illusionista britannico (n. 1930)
- 2010 - Egidio Sterpa, giornalista e politico italiano (n. 1926)
- 2010 - Ilene Woods, doppiatrice e cantante statunitense (n. 1929)
- 2011 - Leslie Brooks, attrice statunitense (n. 1922)
- 2011 - Willie Fernie, allenatore di calcio e calciatore scozzese (n. 1928)
- 2011 - Bob McCann, cestista statunitense (n. 1964)
- 2011 - Ignazio Pirastu, politico italiano (n. 1921)
- 2012 - José Míguez Bonino, pastore protestante e teologo argentino (n. 1924)
- 2012 - Dennis Eagan, hockeista su prato britannico (n. 1926)
- 2012 - Evelyn Lear, soprano statunitense (n. 1926)
- 2012 - Alan Poindexter, astronauta statunitense (n. 1961)
- 2012 - Jack Richardson, drammaturgo statunitense (n. 1934)
- 2012 - Laura Villa, cantante italiana (n. 1930)
- 2013 - Bent Schmidt Hansen, calciatore danese (n. 1946)
- 2013 - René Sparenberg, hockeista su prato olandese (n. 1918)
- 2013 - Fumio Takechi, giocatore di baseball giapponese (n. 1926)
- 2013 - Tony Vilas, attore argentino (n. 1944)
- 2013 - Ján Zlocha, calciatore cecoslovacco (n. 1942)
- 2014 - Gérard Kango Ouédraogo, politico burkinabé (n. 1925)
- 2015 - Giovanni Alasia, sindacalista, politico e partigiano italiano (n. 1927)
- 2015 - Francesco Alliata, nobile, produttore cinematografico e regista italiano (n. 1919)
- 2015 - Mariano Biondi, calciatore e allenatore di calcio argentino (n. 1950)
- 2015 - Robert La Caze, pilota automobilistico francese (n. 1917)
- 2015 - Miloslava Misáková, ginnasta cecoslovacca (n. 1922)
- 2015 - Hans Muller, pallanuotista olandese (n. 1937)
- 2015 - Sergio Sollima, regista, sceneggiatore e critico cinematografico italiano (n. 1921)
- 2015 - Nicholas Winton, filantropo britannico (n. 1909)
- 2016 - Yves Bonnefoy, poeta, traduttore e critico d'arte francese (n. 1923)
- 2016 - Franco Clivio, paroliere e scrittore italiano (n. 1935)
- 2016 - Enrico De Mori, direttore d'orchestra italiano (n. 1930)
- 2016 - Attilio Giordano, giornalista italiano (n. 1955)
- 2016 - Robin Hardy, regista britannico (n. 1929)
- 2016 - Francis H. Harlow, fisico statunitense (n. 1928)
- 2016 - Ugo Sacerdote, partigiano e ingegnere italiano (n. 1924)
- 2017 - Hana Bobková, ginnasta ceca (n. 1929)
- 2017 - Giovannangelo Camporeale, archeologo e etruscologo italiano (n. 1933)
- 2017 - Anjo Sadăkov, calciatore e allenatore di calcio bulgaro (n. 1961)
- 2017 - Sergio Sorrentino, velista italiano (n. 1924)
- 2017 - Heathcote Williams, poeta, attore e commediografo britannico (n. 1941)
- 2018 - Amos Cardarelli, calciatore e allenatore di calcio italiano (n. 1930)
- 2018 - Gillian Lynne, attrice teatrale, ballerina e coreografa britannica (n. 1926)
- 2018 - Gianfranco Petris, calciatore italiano (n. 1936)
- 2018 - Gianroberto Scarcia, orientalista, linguista e traduttore italiano (n. 1933)
- 2019 - Renato Dehò, calciatore italiano (n. 1946)
- 2019 - Norman Geisler, filosofo e teologo statunitense (n. 1932)
- 2019 - Osvalda Giardi, altista e multiplista italiana (n. 1932)
- 2019 - Ennio Guarnieri, direttore della fotografia italiano (n. 1930)
- 2019 - Sid Ramin, compositore statunitense (n. 1919)
- 2019 - Ravilja Salimova, cestista sovietica (n. 1941)
- 2019 - Ulrike Stanggassinger, sciatrice alpina tedesca (n. 1968)
- 2020 - Mario Omar Méndez, calciatore uruguaiano (n. 1938)
- 2020 - Emmanuel Rakotovahiny, politico malgascio (n. 1938)
- 2020 - Georg Ratzinger, presbitero, organista e direttore di coro tedesco (n. 1924)
- 2021 - Louis Andriessen, compositore olandese (n. 1939)
- 2021 - Antonio Cantisani, arcivescovo cattolico italiano (n. 1926)
- 2021 - Josh Culbreath, ostacolista statunitense (n. 1932)
- 2021 - Jurij Dochojan, scacchista russo (n. 1964)
- 2021 - Philece Sampler, attrice e doppiatrice statunitense (n. 1953)
- 2022 - Carla Bazzanella, linguista italiana (n. 1947)
- 2022 - Irene Fargo, cantante e attrice teatrale italiana (n. 1962)
- 2022 - Joe Hatton, cestista portoricano (n. 1948)
- 2022 - Armands Krauliņš, allenatore di pallacanestro lettone (n. 1939)
- 2022 - Stanislav Leonovič, pattinatore artistico su ghiaccio sovietico (n. 1958)
- 2022 - Maurizio Pradeaux, regista e sceneggiatore italiano (n. 1931)
- 2022 - Richard Taruskin, musicologo e violoncellista statunitense (n. 1945)
- 2023 - Viktorija Amelina, scrittrice, attivista e poetessa ucraina (n. 1986)
- 2023 - Vincenzo D'Amico, calciatore, allenatore di calcio e dirigente sportivo italiano (n. 1954)
- 2023 - Christian Dalger, calciatore e allenatore di calcio francese (n. 1949)
- 2023 - Salvatore Genova, politico e poliziotto italiano (n. 1947)
- 2023 - Roberto Gramajo, calciatore argentino (n. 1947)
- 2023 - Meg Johnson, attrice e cantante britannica (n. 1936)
- 2023 - Robert Lieberman, regista statunitense (n. 1947)
- 2023 - Klaus Täuber, allenatore di calcio e calciatore tedesco (n. 1958)
- 2023 - Ippei Kuri, fumettista giapponese (n. 1940)
- 2023 - Franz Zigon, pallanuotista austriaco (n. 1924)
- 2023 - Dilano van 't Hoff, pilota automobilistico olandese (n. 2004)
- 2024 - Giorgio Biguzzi, vescovo cattolico italiano (n. 1936)
- 2024 - Jacques Freitag, altista sudafricano (n. 1982)
- 2024 - Renate Hoy, modella e attrice tedesca (n. 1930)
- 2024 - Ismail Kadare, scrittore, poeta e saggista albanese (n. 1936)
- 2024 - Thérèse Marfaing, cestista francese (n. 1932)
- 2024 - Éric Poujade, ginnasta francese (n. 1972)
- 2024 - Jack Rowell, allenatore di rugby a 15 e dirigente sportivo britannico (n. 1936)
- 2024 - Robert Towne, sceneggiatore, regista e produttore cinematografico statunitense (n. 1934)
- 2024 - Michael Sinelnikoff, attore britannico (n. 1928)
- 2024 - Thor Spydevold, calciatore norvegese (n. 1944)
- 2024 - Colwyn Trevarthen, biologo e psicologo neozelandese (n. 1931)
- 2025 - Patrizia Arnaboldi, politica italiana (n. 1946)
- 2025 - Florence Delay, scrittrice e attrice francese (n. 1941)
- 2025 - Alex Delvecchio, hockeista su ghiaccio e allenatore di hockey su ghiaccio canadese (n. 1931)
- 2025 - Brian Fagan, egittologo e antropologo britannico (n. 1936)
- 2025 - Rinus Israël, calciatore e allenatore di calcio olandese (n. 1942)
- 2025 - Marco Onado, economista italiano (n. 1941)
- 2025 - Leonardo Paganelli, grecista e ebraista italiano (n. 1954)
- 2025 - Jimmy Swaggart, pastore protestante, predicatore e cantante statunitense (n. 1935)